# FC Lyon

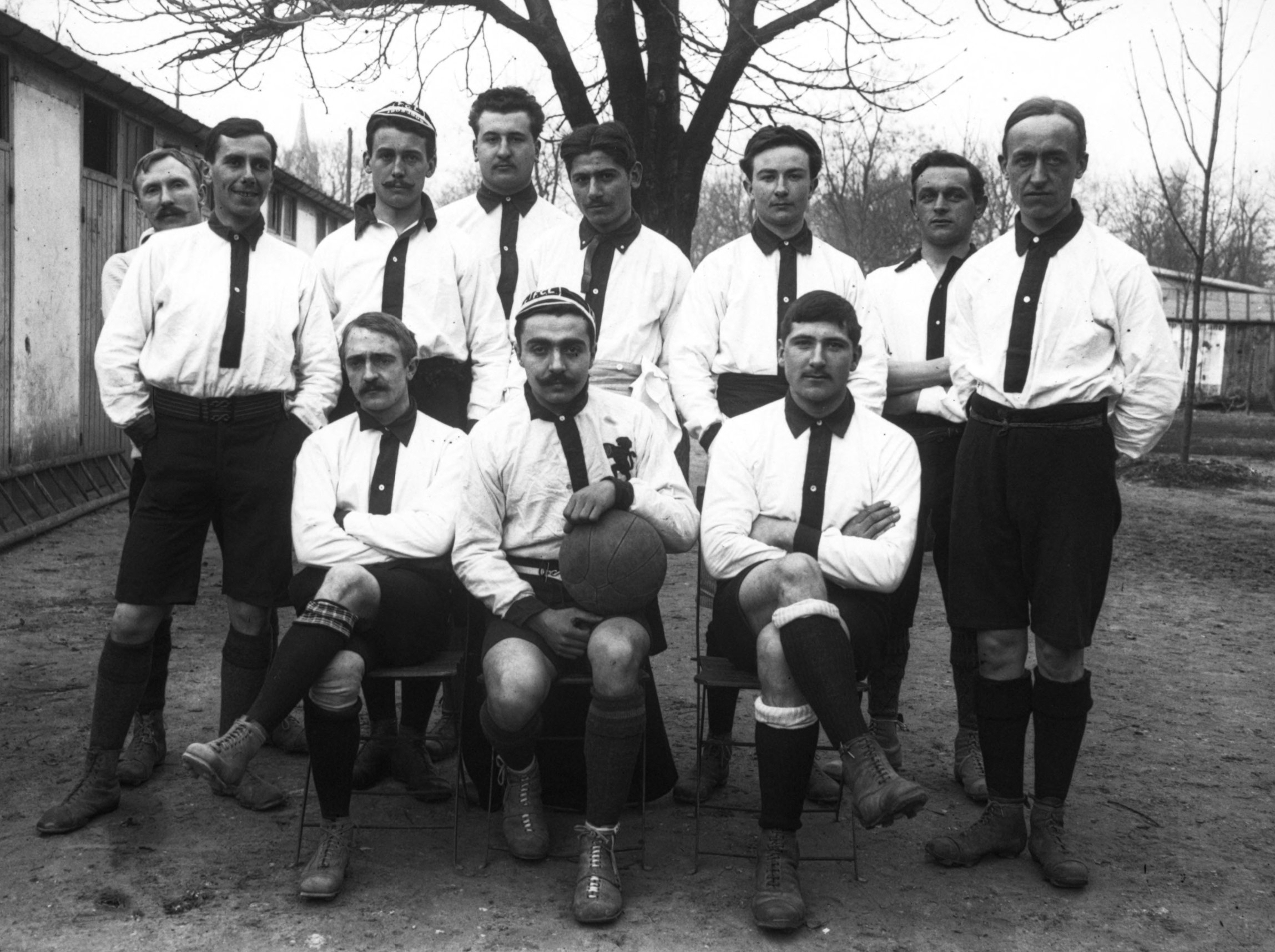
Team van 1906

FC Lyon was een Franse sportclub uit Lyon opgericht op 17 november 1893.
De club heeft ook een rugbyploeg die in de beginjaren erg dominant was in Lyon en in 1910 landskampioen werd.
De voetbalsectie werd in 1895 opgericht. De club werd regionaal kampioen in 1908, 1909, 1912 en 1914, in de eindronde om de landstitel werd telkens gefaald. Het is ook een van de 48 clubs die deelnam aan de allereerste Coupe de France in het seizoen 1917-18. In de eerste deelname versloeg de club achtereenvolgens AS Lyonnaise, Olympique Marseille, Stade Rennes en AS Française. In de finale verloor de club van Olympique de Pantin.
In het begin van de Franse competitie in 1932 speelde de club in de 2de klasse maar ging dan samen met rivaal Olympique Lyon. De club werd echter al snel weer onafhankelijk maar speelde wel verder op amateurniveau.